# 4-Stunden-Rennen von Monza 1976

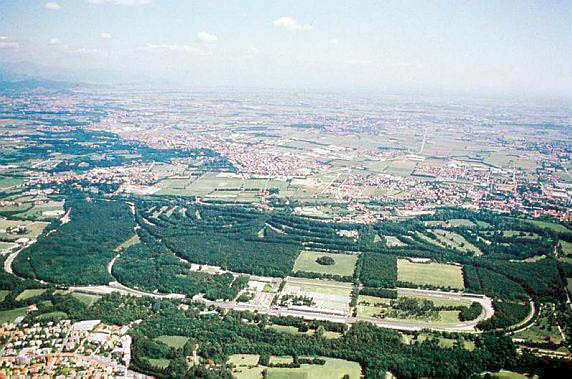
Autodromo Nazionale Monza

Das 15. 4-Stunden-Rennen von Monza, auch Trofeo Filippo Caracciolo, 4 Ore di Monza, Autodromo Nazionale di Monza, fand am 25. April 1976 auf dem Autodromo Nazionale Monza statt und war der vierte Wertungslauf der Sportwagen-Weltmeisterschaft dieses Jahres.

## Das Rennen
Der zweite Einsatz des neuen Porsche 936 in der Sportwagen-Weltmeisterschaft 1976 führte zum ersten Sieg. Nachdem Rolf Stommelen mit dem Wagen beim Renndebüt auf dem Nürburgring den fünften Rang belegt hatte, siegten in Monza Jochen Mass und Jacky Ickx im Fahrgestell 02. Im Ziel betrug der Vorsprung auf den Alpine-Renault A442 von Henri Pescarolo und Jean-Pierre Jarier eine Runde.

## Ergebnisse

### Schlussklassement
| 1                  | S 3.0 | 3  | Martini Racing             | Jochen Mass Jacky Ickx                       | Porsche 936         | 153 |
| 2                  | S 3.0 | 1  | Renault Sport              | Henri Pescarolo Jean-Pierre Jarier           | Alpine-Renault A442 | 152 |
| 3                  | S 3.0 | 5  | Joest Racing               | Horst Godel Jürgen Barth Reinhold Joest      | Porsche 908/3       | 132 |
| 4                  | S 2.0 | 22 | Ateneo                     | Eugenio Renna Armando Floridia               | Osella PA4          | 132 |
| 5                  | S 2.0 | 24 | Danilo Tesini              | Danilo Tesini Marco Crosina                  | Osella PA4          | 129 |
| 6                  | S 2.0 | 23 | Ermanno Pettiti            | Ermanno Pettiti Roby Filannino               | Osella PA4          | 129 |
| 7                  | S 3.0 | 6  | Sports Car Team of Austria | Kurt Hild Hans-Peter Plöderl                 | KMW SP30            | 128 |
| 8                  | S 2.0 | 37 | GVEA                       | Georges Morand François Trisconi             | Lola T292           | 127 |
| 9                  | S 2.0 | 49 | Dorset Racing              | Ian Harrower Simon Phillips                  | Lola T294S          | 124 |
| 10                 | S 2.0 | 33 | Stanislao Sterzel          | Stanislao Sterzel Carlo Franchi              | March 75S           | 124 |
| 11                 | S 2.0 | 27 | Jolly Club                 | Giuseppe Bianco Giorgio Schön Luigi Tommasi  | Osella PA3          | 123 |
| 12                 | S 2.0 | 48 | Dorset Racing              | Ian Bracey Brian Joscelyne                   | Lola T294S          | 122 |
| 13                 | S 1.6 | 57 | Marcello Gallo             | Marcello Gallo Maurizio Gellini              | Chevron B23         | 107 |
| Nicht klassiert    |       |    |                            |                                              |                     |     |
| 14                 | S 2.0 | 39 | Racing Organisation Course | François Sérvanin Laurent Ferrier            | Chevron B36         | 105 |
| 15                 | S 2.0 | 35 | PP Sauber Racing           | Herbert Müller Rodolfo Cescato               | Sauber C5           | 105 |
| 16                 | S 1.6 | 55 | Giuseppe Bottura           | Giuseppe Bottura Ubaldo Smittarello          | Osella PA3          | 104 |
| 17                 | S 2.0 | 46 | Robin Smith                | Robin Smith Richard Jones                    | Chevron B26         | 101 |
| Ausgefallen        |       |    |                            |                                              |                     |     |
| 18                 | S 3.0 | 4  | Joest Racing               | Reinhold Joest Ernst Kraus                   | Porsche 908/4       | 120 |
| 19                 | S 3.0 | 7  | Sports Car Team of Austria | Günther Egermann Eberhard Braun              | KMW SP30            | 89  |
| 20                 | S 2.0 | 31 | Achille Soria              | Ledy Zampolli Achille Soria                  | Osella PA2          | 89  |
| 21                 | S 3.0 | 15 | Guy Edwards                | Guy Edwards John Lepp                        | March 76S           | 87  |
| 22                 | S 2.0 | 25 | Pasquale Barberio          | Carlo Bilotti Pasquale Barberio              | Osella PA4          | 79  |
| 23                 | S 2.0 | 26 | Giovanni Anzeloni          | Giovanni Anzeloni Vincenzo Cazzago           | Osella PA4          | 74  |
| 24                 | S 2.0 | 42 | Hay Seech                  | Bob Marsland Alois Müller                    | Chevron B31         | 72  |
| 25                 | S 5.0 | 19 | Vergölst Reifen Team       | Peter Hoffmann Norbert Dombrowski            | McLaren M8F         | 64  |
| 26                 | S 1.3 | 67 | Pasquale Anastasio         | Pasquale Anastasio Giuseppe Tambone          | Chevron B31         | 64  |
| 27                 | S 2.0 | 32 | Giancarlo Naddeo           | Giancarlo Naddeo Claudio Francisci           | Alpine A441         | 59  |
| 28                 | S 1.3 | 65 | AMS                        | Carlo Giorgio Carlo Saponaro                 | AMS 175             | 56  |
| 29                 | S 2.0 | 29 | Achille Marzi              | Gianfranco Trombetti Achille Marzi           | Osella PA3          | 35  |
| 30                 | S 2.0 | 21 | Enzo Osella                | Arturo Merzario Gianfranco Palazzoli         | Osella PA3          | 32  |
| 31                 | S 3.0 | 9  | Marco Capoferri            | Mario Casoni Marco Capoferri                 | Lola T380           | 28  |
| 32                 | S 3.0 | 14 | John Blanckley             | Manrico Zanuso Martin Raymond                | Chevron B31         | 28  |
| 33                 | S 2.0 | 28 | Spartaco Dini              | Spartaco Dini Lorenzo Niccolini              | Osella PA4          | 17  |
| 34                 | S 3.0 | 2  | Renault Sport              | Jean-Pierre Jabouille Jacques Laffite        | Alpine-Renault A442 | 16  |
| 35                 | S 1.3 | 64 | AMS                        | Francesco Cerulli-Irelli Cristiano Del Balzo | AMS 175             | 12  |
| 36                 | S 2.0 | 38 | Giuseppe Piazzi            | Giuseppe Piazzi Sandro Cinotti               | Chevron B36         | 7   |
| 37                 | S 1.6 | 56 | Arcadio Pezzali            | Arcadio Pezzali Giuseppe Ranzolin            | Chevron B23         | 3   |
| 38                 | S 2.0 | 41 | Jolly Club                 | Luigi Colzani Giorgio Pianta                 | Chevron B23         | 1   |
| Nicht gestartet    |       |    |                            |                                              |                     |     |
| 39                 | S 3.0 | 16 | Egon Evertz                | Leo Kinnunen Egon Evertz                     | Porsche 908/4       | 1   |
| 40                 | S 2.0 | 36 | Jolly Club                 | Renzo Zorzi Martino Finotto                  | Lola T294           | 2   |
| Nicht qualifiziert |       |    |                            |                                              |                     |     |
| 41                 | S 1.6 | 58 | Aquila                     | Vitto Carbonara Antonio Petruzzi             | GRD S74             | 3   |
| 42                 | S 1.3 | 61 | Enzo Osella                | Gianfranco Palazzoli                         | Osella PA3          | 4   |
| 43                 | S 1.3 | 68 | Fabio Siliprandi           | Fabio Siliprandi Alessandro Guidetti         | Dallara 1300 cmc    | 5   |

1 Motorschaden im Training
2 Motorschaden im Training
3 nicht qualifiziert
4 nicht qualifiziert
5 nicht qualifiziert

### Nur in der Meldeliste
Hier finden sich Teams, Fahrer und Fahrzeuge, die ursprünglich für das Rennen gemeldet waren, aber aus den unterschiedlichsten Gründen daran nicht teilnahmen.
| Pos. | Klasse | Nr. | Team                         | Fahrer                                    | Chassis                 |
| ---- | ------ | --- | ---------------------------- | ----------------------------------------- | ----------------------- |
| 44   | S 3.0  | 8   | Jean-Pierre Jaussaud         | Jean-Pierre Jaussaud Pierre-Marie Painvin | Lola T286               |
| 45   | S 3.0  | 11  | Deutsch Brothers             | Lothar Schörg Robert Eberhardt            | Deutsch Special Porsche |
| 46   | S 3.0  | 12  | Mauro Nesti                  | Mauro Nesti Eris Tondelli                 | Chevron B31             |
| 47   | S 2.0  | 34  | „King“                       | „King“ Roberto Marazzi                    | March 75S               |
| 48   | S 2.0  | 43  | Sergio Mingotti              | Sergio Mingotti Vittorio Venturi          | Lola T292               |
| 49   | S 2.0  | 44  | Formel Rennsport Club Zurich | Peter Bernhard                            | Cheetah G501            |
| 50   | S 2.0  | 45  | Peter Smith                  | Peter Smith John Turner                   | Chevron B31             |
| 51   | S 2.0  | 51  | Lester Ray                   | Richard Jenvey                            | Vogue SP2               |
| 52   | S 1.6  | 54  | Guido Gatto                  | Guido Gatto                               | Osella PA4              |
| 53   | S 1.3  | 62  | Paolo Pogliano               | Paolo Pogliano Giovanni Boeris            | Osella PA3              |
| 54   | S 1.3  | 63  | Salvatore Pellegrino         | Salvatore Pellegrino Duilio Truffo        | Osella PA3              |
| 55   | S 1.3  | 66  | Claudio Francisci            | Claudio Francisci Biaggio Cammarone       | Chevron B31             |
| 56   | S 1.0  | 71  | Jolly Club                   | Giovanni Taroni Federico D’Amore          | Ferrari                 |

### Klassensieger
| Klasse | Fahrer                  | Fahrer           | Fahrzeug    | Platzierung im Gesamtklassement |
| ------ | ----------------------- | ---------------- | ----------- | ------------------------------- |
| S 5.0  | kein Teilnehmer im Ziel |                  |             |                                 |
| S 3.0  | Jochen Mass             | Jacky Ickx       | Porsche 936 | Gesamtsieg                      |
| S 2.0  | Eugenio Renna           | Armando Floridia | Osella PA4  | Rang 4                          |
| S 1.6  | Marcello Gallo          | Maurizio Gellini | Chevron B23 | Rang 13                         |
| S 1.3  | kein Teilnehmer im Ziel |                  |             |                                 |

### Renndaten
- Gemeldet: 56
- Gestartet: 38
- Gewertet: 13
- Rennklassen: 5
- Zuschauer: 12000
- Wetter am Renntag: warm und trocken
- Streckenlänge: 5,770 km
- Fahrzeit des Siegerteams: 4:00:54,400 Stunden
- Gesamtrunden des Siegerteams: 153
- Gesamtdistanz des Siegerteams: 882,810 km
- Siegerschnitt: 219,871 km/h
- Pole Position: Jochen Mass – Porsche 936 (#3) – 1:32,230 = 226,391 km/h
- Schnellste Rennrunde: Jean-Pierre Jarier – Alpine-Renault A442 (#1) – 1:29,600 = 231,830 km/h
- Rennserie: 4. Lauf zur Sportwagen-Weltmeisterschaft 1976